# Форрест, Тед
Тед Форрест (Ted Forrest, 24 сентября 1964, Сиракьюс) — американский профессиональный игрок в покер, в настоящее время проживающий в Лас-Вегасе, Невада. Форрест известен как игрок на высокие ставки. Он является ключевой фигурой в консорциуме из игроков, которые сложили свои деньги, чтобы сыграть против Техасского миллиардера Энди Била. Форрест до увлечения покером работал дилером и проп-игроком казино. Форрест также является героем документальных книг Майкла Крейга (Michael Craig) «Профессор», «Банкир и Король Суицида».

## Покерная карьера
- В период с 1991 по 1993 годы Форрест принимал участие в финале пятнадцати турниров со средними по величине вступительными взносами. Три из пятнадцати финалов Форрест закончил на первом месте с главным призом в $20.000-30.000.
- В 1993 году принимал участие в турнирах WSOP. Три из одиннадцати финалов выиграл.
- С 1993 по 2004 года не принимает участие в крупных турнирах.
- В 2004 году победил в двух турнирах WSOP.
- В 2006 году победил в национальном чемпионате по игре «один на один», а также участвовал в финалах пяти турниров WPT, один из которых выиграл.

## Самые известные пари Теда Форреста
- Спор на $7 000, что Форрест не преодолеет марафонскую дистанцию. В день забега температура воздуха достигала +46 градусов по Цельсию. Форрест выиграл пари, получив при этом обезвоживание организма и проблемы с ногами.
- Спор на $10 000, что Форрест не сможет сделать сальто назад из положения стоя. Форрест выиграл пари.
- Спор Форрест с Майком Матусовым на $100 000, что Майк не сможет похудеть до отметки в 81,5 кг ко времени проведения WSOP турнира. Форрест проиграл пари.
- Спор на $10 000, что Форрест не сможет выпить 10 кружек пива за 30 минут. Форрест выиграл пари.